# Boivre-la-Vallée
Boivre-la-Vallée é uma comuna francesa na região administrativa da Nova Aquitânia, no departamento de Vienne. Estende-se por uma área de 117.41 km². Em 2010 a comuna tinha 3 124 habitantes (densidade: 26,6 hab./km²).
Foi criada em 1 de janeiro de 2019, a partir da fusão das antigas comunas de Lavausseau (sede da comuna), Benassay, La Chapelle-Montreuil e Montreuil-Bonnin.